# Biohane
Biohane (em cirílico: Биохане) é uma vila da Sérvia localizada no município de Tutin, pertencente ao distrito de Ráscia, na região de Stari Vlah, Ráscia e Sanjaco. A sua população era de 66 habitantes segundo o censo de 2011.

## Demografia
| 1948 | 1953 | 1961 | 1971 | 1981 | 1991 | 2002 | 2011 |
| ---- | ---- | ---- | ---- | ---- | ---- | ---- | ---- |
| 171  | 203  | 218  | 193  | 202  | 158  | 98   | 66   |